# ジエゴ・アウベス・カレイラ
ジエゴ・アウベス・カレイラ（Diego Alves Carreira、1985年6月24日 - ）は、ブラジル・リオデジャネイロ出身のサッカー選手。元ブラジル代表。ポジションはゴールキーパー。

## 経歴

### クラブ
アトレチコ・ミネイロでプロデビューし、2007年7月24日にスペインのUDアルメリアに移籍した。アルメリアは2006-07シーズンのセグンダ・ディビシオン（2部）で2位となり、プリメーラ・ディビシオン（1部）に初昇格していた。2007-08シーズン序盤は同じく新加入のダビド・コベーニョの控えだったが、その後はチームに不可欠な存在となり、667分連続無失点のリーグ新記録を打ち立てるなど活躍した。レアル・マドリード戦などでも特筆すべきパフォーマンスを見せ、8位という好成績を収めたクラブの原動力となった。2008年8月にコベーニョがラージョ・バジェカーノに移籍し、ディエゴ・アウベスは2008-09シーズンもレギュラーで起用された。シーズン終盤戦に負傷してエステバン・スアレスにポジションを譲ったが、2009-10シーズンの開幕までに怪我が完治し、ほぼすべての試合にフル出場した。2010年11月20日のFCバルセロナ戦では0-8と大敗し、試合後にフアン・マヌエル・リージョ監督が解任された。2010-11シーズンは最下位でセグンダ・ディビシオン降格が決定した。
2011年6月4日、かつてアルメリアで指導を受けたウナイ・エメリ監督が率いるバレンシアCFに移籍金300万ユーロで移籍した。移籍後はビセンテ・グアイタとポジションを争い、12試合に出場した。
2017年7月16日、CRフラメンゴに移籍した。
2022年シーズン終了後にフラメンゴを退団しフリーとなったが、正守護神であったアグスティン・マルチェシンがアキレス腱断裂の重傷で長期離脱したセルタ・デ・ビーゴに加入することが、2023年2月9日に発表された。加入後はマルチェシンに代わって守護神を務めたイバン・ビジャールの控えとしてベンチ入りしていたが、4月に入って右膝を負傷すると15日に契約解除が発表された。

### 代表
2008年、北京オリンピックにおいて、U-23ブラジル代表の銅メダル獲得に貢献した。2011年11月10日のガボンとの親善試合でブラジルA代表デビューを飾った。
2015年5月23日に行われたリーガ・エスパニョーラ最終節のアルメリア戦で右膝を負傷し、72分に負傷交代。検査の結果、右膝前十字じん帯と半月板の損傷と診断された。これによりCBF（ブラジルサッカー連盟）は、コパ・アメリカ2015のブラジル代表メンバーから、バレンシアに所属するGKジエゴ・アウヴェスが離脱し、予備登録メンバーから当時フィオレンティーナ所属のGKネトを追加招集したことを発表した。

## 人物
PKストッパーとして知られる。2007-08シーズンから2010-11シーズン途中までの3年間に19本のPKを受けているが、そのうち10本をセーブし、さらに2本はキッカーが枠外に外しているため、この間のPKセーブ率は63%にも上る。クリスティアーノ・ロナウドがリーガ・エスパニョーラでPKを唯一外した際のキーパーはジエゴであり、2011-12シーズンのコパ・デル・レイ準決勝FCバルセロナ戦ファーストレグではリオネル・メッシのキックを止めて引き分けに持ち込んだ。自身のアイドルはブラジル代表の英雄クラウディオ・タファレルとスペイン代表の守護神イケル・カシージャスである。2014年10月5日のアトレティコ・マドリード戦で、リーガ・エスパニョーラの試合での通算PKセーブ数が13となり、アンドレス・パロップを抜き、歴代1位となった。

## 所属クラブ
- アトレチコ・ミネイロ 2004-2007
- UDアルメリア 2007-2011
- バレンシアCF 2011-2017
- CRフラメンゴ 2017-2022
- セルタ・デ・ビーゴ 2023

## 個人成績
| クラブ               | シーズン | リーグ | リーグ | カップ | カップ | 国際大会 | 国際大会 | その他 | その他 | 合計 | 合計 |
| クラブ               | シーズン | 出場   | 得点   | 出場   | 得点   | 出場     | 得点     | 出場   | 得点   | 出場 | 得点 |
| -------------------- | -------- | ------ | ------ | ------ | ------ | -------- | -------- | ------ | ------ | ---- | ---- |
| アトレチコ・ミネイロ | 2005     | 1      | 0      | 0      | 0      | —        | —        | 2      | 0      | 3    | 0    |
| アトレチコ・ミネイロ | 2006     | 24     | 0      | 0      | 0      | —        | —        | 0      | 0      | 24   | 0    |
| アトレチコ・ミネイロ | 2007     | 13     | 0      | 7      | 0      | —        | —        | 14     | 0      | 34   | 0    |
| アルメリア           | 2007-08  | 22     | 0      | 0      | 0      | —        | —        | —      | —      | 22   | 0    |
| アルメリア           | 2008-09  | 31     | 0      | 0      | 0      | —        | —        | —      | —      | 31   | 0    |
| アルメリア           | 2009-10  | 37     | 0      | 0      | 0      | —        | —        | —      | —      | 37   | 0    |
| アルメリア           | 2010-11  | 33     | 0      | 0      | 0      | —        | —        | —      | —      | 33   | 0    |
| バレンシア           | 2011-12  | 12     | 0      | 6      | 0      | 12       | 0        | —      | —      | 30   | 0    |
| バレンシア           | 2012-13  | 24     | 0      | 1      | 0      | 2        | 0        | —      | —      | 27   | 0    |
| バレンシア           | 2013-14  | 27     | 0      | 1      | 0      | 7        | 0        | —      | —      | 35   | 0    |
| バレンシア           | 2014-15  | 37     | 0      | 0      | 0      | —        | —        | —      | —      | 37   | 0    |

## 代表歴
- U-23ブラジル代表 2008
  - 2008 北京 - オリンピックサッカー 銅メダル

## タイトル

### クラブ
アトレチコ・ミネイロ
- セリエB : 2006
- ミナスジェライス州選手権 : 2007

フラメンゴ
- コパ・リベルタドーレス : 2019